# معركة روفين
حصلت معركة روفين في 17 أيار 1395 بين الأفلاق يقودهم ميرتشا العجوز من جهة والدولة العثمانية بقيادة السلطان بايزيد الأول من جهة أخرى. واجه الجيش العثماني جيشاً أصغر منه من الأفلاق. تقول الأسطورة أنه في عشية المعركة، ذهب ميرتشا العجوز مرتديا زي مبعوثي السلام إلى السلطان بايزيد الأول يطلب منه أن يغادر الأفلاق إلا أن السلطان رفض ذلك وقرر أن يفتح الأفلاق.
وقعت المعركة بالقرب من نهر أرجيش، وكانت تلك المنطقة متنازع عليها بين الطرفين. أكد العديد من المؤرخين نصر الأفلاق. لعب رماة الأفلاق الدور الأساسي في المعركة، حيث أنهم أوقعوا الكثير من الخسائر في صفوف الجيش العثماني في بداية المعركة. شارك تابعا السلطان بايزيد الأول، ماركو كرالييفيتش وستيفان لازاريفيتش في المعركة، وأظهر ستيفان شجاعة في المعركة، أما ماركو فقد توفي أثناء المعركة.
يقول رأي آخر بأن المواجهة لم تكن ليوم واحد فقط، بل استمرت لأسبوع كامل. انتهت المعركة العنيفة بخسائر ثقيلة لكلا الجانبين، وفي النهاية انسحب كلا الجانبين من ساحة المعركة. إلا أن الأفلاق دفعوا العثمانيين للتراجع، كان حصل العثمانيون على دفاع أقوى معتمدين بذلك على موقعهم الجديد لكونه أقرب لحرس السلطان المتألف من الإنكشاريين. كانت تلك نقطة منيعة للدفاعات العثمانية طبقت في العام المقبل في معركة نيقوبولس الشهيرة. أصبحت هذه الفكرة التكتيكية حجر الأساس في الخطط العثمانية الحربية حتى القرن الثامن عشر. إكتفى جيش ميرتشا من الخسائر الثقيلة التي عانى منها، ومع استحالة اختراق دفاعات السلطان، قرر أخيراً أن ينسحب. بقيت هذه المعركة كواحدة من أهم المعارك في التاريخ الروماني.
يوجد وصف المعركة في الشعر (Scrisoarea a III-a) وتعني الحرف الثالث، وكتبها الشاعر الوطني الروماني ميهاي إمينسكو. تذكر وقائع ديتشاني هذه المعركة وتقول بأن ماركو كرالييفيتش وقسطنطين ديجانوفيتش قد توفيا في المعركة. هذه الوقائع تذكر كذلك أن أخى ماركو، قد توفي كذلك في هذه المعركة.